# Nah und fern – Die Reise unseres Lebens
Nah und fern – Die Reise unseres Lebens ist das zehnte Buch von Nicholas Sparks, das er erstmals zusammen mit seinem Bruder Micah Sparks geschrieben hat. Die Originalausgabe erschien 2004 unter dem Titel Three Weeks With My Brother bei Warner Books. Die deutschsprachige Übertragung von Adelheid Zöfel wurde 2005 unter dem Titel Nah und Fern. Die Reise unseres Lebens im Heyne Verlag, München, veröffentlicht. Es ist neben einem Erlebnisbericht auch eine Autobiografie des amerikanischen Schriftstellers.
Auf 479 Seiten schildert Sparks zusammen mit seinem Bruder Micah Sparks das von Schicksalsschlägen bestimmte Leben der Familie. Ein wichtiger Aspekt des Buches ist der Umgang mit dem Tod, der die Brüder ihr Leben lang begleitete. Der viel zu frühe Tod der Eltern wird sensibel und menschennah beschrieben. Besonders tragisch ist der qualvolle Prozess ihrer Schwester Dana, die mit nur 33 Jahren an einem Hirntumor starb.